# Making Auntie Welcome
Making Auntie Welcome é um curta-metragem mudo norte-americano de 1914, do gênero comédia, com o ator cômico Oliver Hardy.

## Elenco
- Vincente DePascale - Jack
- Virginia Capen - Grace
- Oliver Hardy - Rapaz do mercado (como Babe Hardy)
- Raymond McKee - Chefe de polícia
- Eva Bell - Tia